# Semana Negra de Gijón
La Semana Negra de Gijón es uno de los ciclos de semana negra en España dedicado a la novela negra. Se creó en 1987 por iniciativa del editor Silverio Cañada, del escritor Juan Cueto y del diseñador Jesús Quirós, y organizada por el también escritor Paco Abril, y desde entonces se celebra en Gijón, Principado de Asturias. 
Está  organizado por la Asociación Cultural Semana Negra y cuenta con subvenciones del ayuntamiento de la ciudad y del gobierno del Principado, además de diversos patrocinadores privados. Comenzó dedicado exclusivamente a la novela negra (de ahí su nombre), pero se ha ido ampliando a la ciencia ficción, la fantasía y la novela histórica. Incluye actos culturales y diversos eventos lúdicos como conciertos, terrazas de bares, mercadillos, atracciones, etc. Actualmente tiene lugar en los antiguos astilleros de Naval Gijón.

## Ubicación
Sus instalaciones han ido pasando por diferentes lugares de Gijón: el Musel, los astilleros, el aparcamiento del estadio Municipal El Molinón y la orilla del río Piles, las inmediaciones de la playa de Poniente, la playa del Arbeyal, y una parcela adyacente al campus universitario. Desde 2012 se realiza en los antiguos astilleros de Naval Gijón (NAGISA) en los diques del Natahoyo, parcialmente abandonados, y que sólo se abren al público en esa ocasión.

## Historia
El festival se celebra desde el año 1988. Los autores de la idea fueron el editor Silverio Cañada, el escritor Juan Cueto y el diseñador Jesús Quirós, y fue organizada por el también escritor Paco Abril. En 2023 el escritor Miguel Barrero sucedió a Ángel de la Calle como director del certamen. Anteriormente lo dirigió Paco Ignacio Taibo II, quien contó, desde que cogió el timón de la Semana Negra, con la colaboración de otros estudiosos, como Ángel de la Calle en la sección de cómic. Precisamente De la Calle pasó a dirigir los contenidos literarios, de cómics y culturales de la Semana Negra, después de la renuncia de Taibo, que ha decidido dedicarse a la política mexicana (como integrante del partido Movimiento Regeneración Nacional) y que en el festival continua como parte de los que seleccionan los contenidos literarios del certamen.
Según el propio Taibo, el festival ha evolucionado de 73.000 asistentes, 7 días de duración, 60 invitados y 15 periodistas acreditados en su primera edición a más de un millón de visitantes, 11 jornadas, 250 invitados y más de 150 acreditaciones periodísticas en las últimas ediciones, aunque no hay ningún tipo de control de acceso, por lo que es imposible determinar el número de visitantes reales. 
Dirigida por Taibo, la Semana Negra se inició como un modesto festival que reunía a escritores de novela policiaca y ofrecía además música y otras artes escénicas al público, y que serviría de marco a un encuentro del ejecutivo de la Asociación Internacional de Escritores Policíacos (AIEP). En sus conciertos han participado músicos como Willie Colón, Los Lobos, Mano Negra o Georges Moustaki.
La Semana Negra ha ido sumando distintas propuestas como las lecturas nocturnas de poesía, donde han participado el poeta asturiano Ángel González, el argentino Juan Gelman, el mexicano Juan Bañuelos, Joaquín Sabina y Luis García Montero, entre otros.
El certamen ha recibido diversos premios a lo largo de su trayectoria. Destaca la concesión en 2022 de la Medalla de Oro al Mérito en las Bellas Artes, entregada por sus Majestades los Reyes. En 2023, el Pleno del Ayuntamiento de Gijón le concedió la Medalla de Oro de la Villa.

## Actividades
Además de la literatura policíaca que le da origen, la Semana Negra incluye entre su oferta a autores de cómic, de novela histórica y de ciencia ficción como Khristo Poshtakov que apareció junto a su editor disfrazado de Blues Brothers, abriendo así espacios para la creación plástica y el testimonio visual por medio de exposiciones.
Anualmente, la Semana Negra publica y regala libros, con frecuencia con participación de autores amigos y visitantes de la Semana Negra: escritores, dibujantes, autores de cómic y fotógrafos.
Dentro de la Semana Negra se realizan además otros eventos, como el Encuentro Internacional de Fotoperiodismo dirigido por el Premio Pulitzer asturiano Javier Bauluz, y la Asturcón, la convención asturiana de ciencia ficción, que en su momento también ha sido anfitriona de la convención española de ciencia ficción y fantasía. Durante unos años se realizó igualmente un festival de magia.
Todo esto ha sido puntualmente reseñado por el diario del festival, A Quemarropa, que se publica todos los días de la Semana Negra ofreciendo a sus lectores información de lo ocurrido durante la jornada anterior y de lo previsto para la de publicación, además de textos y comentarios de destacadas plumas asistentes.

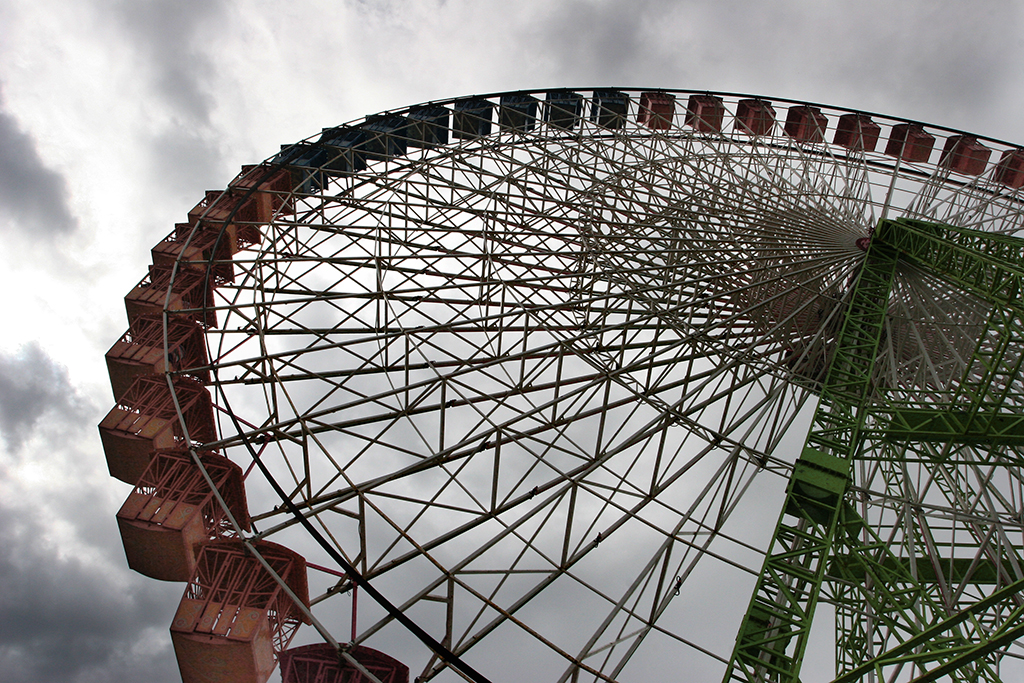
La noria de la Semana Negra

La Semana Negra ha sido tema de documentales[cita requerida] y punto de interés de la prensa durante los días de su celebración.
El festival cultural se acompaña de un gran ferial en el que se instalan numerosos puestos de comida, restaurantes, mercadillos, discotecas, un gran escenario para conciertos y numerosas atracciones, siendo especialmente icónica la noria desde hace varias décadas.

## Premios
Durante la Semana Negra de Gijón se otorgan diversos galardones: Premio Hammett a la mejor novela policíaca escrita en español, el Premio Rodolfo Walsh a la mejor obra de tema criminal de no ficción escrita en español; el Premio Espartaco a la mejor novela histórica; el Premio Memorial Silverio Cañada a la mejor primera novela negra publicada en español; el del Concurso Internacional de Relatos Policiacos a una obra inédita; y, a partir de 2008, el Premio Celsius a la mejor novela de fantasía, ciencia ficción o terror.

## Polémica e incidentes
Existen determinadas críticas a la celebración del evento. Destacan los ruidos por encima de lo permitido legalmente, un relativo aumento de la criminalidad y la suciedad que se produce en las zonas donde se ubica, que en 1999 provocaron una sentencia en contra del Ayuntamiento de Gijón, por violación del Reglamento de Actividades Molestas, Insalubres, Nocivas y Peligrosas, dictada por la Sala de lo Contencioso Administrativo del Tribunal Superior de Justicia de Asturias con fecha 16 de noviembre de ese año. También la relativa falta de seguridad, ya que en algunas ediciones del festival se han producido accidentes de consideración diversa, entre los que destacan un fallecido por electrocución y varios heridos de bala en un tiroteo entre feriantes.
El festival no ha estado exento de algunos incidentes graves. Así, el 8 de julio de 2003 murió electrocutado un trabajador; el 15 de julio de 2006 se produjo un tiroteo que dejó dos jóvenes heridos de bala; en la madrugada del sábado al domingo 24 de julio de 2011 una reyerta se saldó con dos heridos por arma blanca; el 12 de julio de 2012 un feriante agredió a una mujer en una atracción y el 16 de julio de 2015 un joven perdió la consciencia y entró en coma tras una pelea registrada en el recinto de la Semana Negra, donde según indica la prensa "desde que empezó la edición de la Semana Negra de este año no ha habido noche en la que no se produjera alguna riña o pelea". En 2016 la prensa reseña "los hechos delictivos habituales en este populoso evento, como son los pequeños hurtos y sustracciones al descuido de móviles y carteras, así como reyertas de escasa importancia", además de tres mujeres heridas en dos atracciones. En 2019 se produjo una detención por un delito de abusos sexuales y de lesiones. En la edición de 2022 se precintó uno de los puestos comerciales del recinto por Agentes del Grupo de Inspección de Juego adscritos a la Dirección General de Patrimonio y Juego de la Consejería de Hacienda, en colaboración con el Cuerpo Nacional de Policía y la Policía Local de Gijón, ya que en él se practicaban tres actividades ilegales, como se había hecho ya en 2018 con otros tres puestos.